# Hilda (série de televisão)
Hilda é uma animação britânica-canadense baseada em uma série de romance gráfico de mesmo nome criada por Luke Pearson. Produzida pela Silvergate Media e Mercury Filmworks e exclusiva da Netflix, a série conta a história da aventureira Hilda, uma garota de cabelos azuis que, com seu corsa-raposa chamado Twig, viajam de sua casa em um vasto deserto mágico cheio de elfos e gigantes, para a agitada cidade de Trolburgo, onde ela encontra novos amigos e criaturas misteriosas. Em 2019, ganhou o prêmio BAFTA de Animação.

## Enredo
Hilda é uma jovem que cresceu com a mãe em uma cabana na floresta. Ao longo da série, ela e seu cervo-raposa Twig, mais tarde acompanhados por um elfo chamado Alfur, um homem de madeira e os amigos David e Frida, partem em uma série de aventuras, interagindo e fazendo amizade com os misteriosos animais e espíritos que vivem na cidade de Trolberg.

## Elenco
A dublagem brasileira foi feita pelo estúdio Tecniart Studios, com os diretores de dublagem sendo Sergio Muniz e Jéssica Marina
| Personagem             | Voz original           | Dublagem                                           |                        |                        |
| Personagens Principais | Personagens Principais | Personagens Principais                             | Personagens Principais | Personagens Principais |
| ---------------------- | ---------------------- | -------------------------------------------------- | ---------------------- | ---------------------- |
| Hilda                  | Bella Ramsey           | Ana Lúcia Menezes (1a voz) Agatha Paulita (2a voz) |                        |                        |
| Johanna (Mãe da Hilda) | Daisy Haggard          | Evie Saide                                         |                        |                        |
| Frida                  | Ameerah Falzon-Ojo     | Luisa Palomanes                                    |                        |                        |
| David                  | Oliver Nelson          | Victor Hugo Fernandes                              |                        |                        |
| Alfur Aldric           | Rasmus Hardiker        | Sérgio Muniz Léo Rabelo (episódio 8)               |                        |                        |
| Outros                 |                        |                                                    |                        |                        |
| Wood Man               | Ako Mitchell           | Marcus Júnior                                      |                        |                        |
| O Grande Corvo         | Cory English           | Clécio Souto                                       |                        |                        |
| Srta Hallgrim          | Rachel Atkins          | Martha Cohen                                       |                        |                        |

## Episódios

### Resumo
| Temporada | Temporada | Episódios | Exibição               | Exibição               |
| Temporada | Temporada | Episódios | Estreia de temporada   | Final de temporada     |
| --------- | --------- | --------- | ---------------------- | ---------------------- |
|           | 1         | 13        | 21 de setembro de 2018 | 21 de setembro de 2018 |
|           | 2         | 13        | 21 de dezembro de 2020 | 21 de dezembro de 2020 |
|           | 3         | 8         | 7 de dezembro de 2023  | 7 de dezembro de 2023  |

### 1ª Temporada (2018)
| N°Série | N°Capítulo | Título                                               | Storyboards Por  | Exibição               |
| --- | ---------- | ---------------------------------------------------- | ---------------- | ---------------------- |
| 1 | 1          | "As Pessoas Escondidas (BR)" "The Hidden People"     | Andreas Schuster | 21 de setembro de 2018 |
| Hilda é ameaçada por pessoinhas invisíveis e sua mãe sugere que elas se mudem para Trolburgo. |            |                                                      |                  |                        |
| 2 | 2          | "O gigante da meia-noite (BR)" "The Midnight Giant"  | Andreas Schuster | 21 de setembro de 2018 |
| Hilda ajuda um gigante solitário após se perguntar oque ele fazia ali toda noite. |            |                                                      |                  |                        |
| 3 | 3          | "O Desfile de Pássaros (BR)" "The Bird Parade"       | Andreas Schuster | 21 de setembro de 2018 |
| Em vez de ficar amiga de crianças como quer a sua mãe, Hilda faz amizade com um passarinho ferido que perdeu a memória.                                                                                     |            |                                                      |                  |                        |
| 4 | 4          | "Os Escoteiros Pardal (BR)" "The Sparrow Scouts"     | Andreas Schuster | 21 de setembro de 2018 |
| Na primeira tarefa após entrar para os Escoteiros Pardal, Hilda,Frida e David enfrentam um problema de pessoas orgânicas vivendo debaixo da terra.                                                          |            |                                                      |                  |                        |
| 5 | 5          | "O Troll de Pedra (BR)" "The Troll Rock"             | Andreas Schuster | 21 de setembro de 2018 |
| O projeto de David esconde um bebê troll, Agora Hilda e seus amigos terão que perseguir a criatura para não causar mais confusão.                                                                           |            |                                                      |                  |                        |
| 6 | 6          | "O Espírito do Pesadelo (BR)" "The Nightmare Spirit" | Andreas Schuster | 21 de setembro de 2018 |
| Quando David culpa as aventuras assustadoras de Hilda por seus pesadelos, ela tenta ajudá-lo a enfrentar seus medos.                                                                                        |            |                                                      |                  |                        |
| 7 | 7          | "O Clã Perdido (BR)" "The Lost Clan"                 | Andreas Schuster | 21 de setembro de 2018 |
| Ao procurar uma planta rara para ganhar o distintivo de botânica dos Escoteiros Pardais, Hilda, David e Frida fazem uma descoberta incrível.                                                                |            |                                                      |                  |                        |
| 8 | 8          | "Os Ratinhos (BR)" "The Tide Mice"                   | Andreas Schuster | 21 de setembro de 2018 |
| Hilda lança um feitiço perigoso em sua mãe e David para dar tudo certo em suas vidas, Só que Hilda terá que sofrer as consequências quando o efeito colateral da poção usada é apresentado.                 |            |                                                      |                  |                        |
| 9 | 9          | "O Fantasma (BR)" "The Ghost"                        | Andreas Schuster | 21 de setembro de 2018 |
| Frida bagunça seu quarto para ser arrumado por um fantasma como forma de gratidão por manter seu livro a salvo, Mas após Frida perder o livro misteriosamente, Eles partem para uma aventura para buscá-lo. |            |                                                      |                  |                        |
| 10 | 10         | "A Tempestade (BR)" "The Storm"                      | Andreas Schuster | 21 de setembro de 2018 |
| Quando o boletim da meteorologista preferida de Hilda é interrompido em meio a uma nevasca, ela decide investigar o que houve, com ajuda de David e Corvo.                                                  |            |                                                      |                  |                        |
| 11 | 11         | "A Casa na Floresta (BR)" "The House in the Woods"   | Andreas Schuster | 21 de setembro de 2018 |
| Depois de se perder na floresta, Hilda acha uma casa com o Homem de Madeira e decide repousar nela. Até que a casa os prende. Em Trolburgo, Alfur a procura com Túlio.                                      |            |                                                      |                  |                        |
| 12 | 12         | "O Duende (BR)" "The Nisse"                          | Andreas Schuster | 21 de setembro de 2018 |
| Hilda tenta ajudar um espírito sem-teto. Frida faz novos amigos. Uma fera misteriosa espreita Trolburgo. |            |                                                      |                  |                        |
| 13 | 13         | "O Cão Negro (BR)" "The Black Hound"                 | Andreas Schuster | 21 de setembro de 2018 |
| Com o cão negro amedrontando a cidade, Hilda decide ajudar Tontu, mesmo se sobrar menos tempo para ganhar o distintivo dos Escoteiros Pardais.                                                              |            |                                                      |                  |                        |

### 2ª Temporada (2020)
| N°Série | N°Capítulo | Título             | Storyboards Por  | Exibição |
| ------- | ---------- | ------------------ | ---------------- | -------- |
| 14      | 1          | "The Troll Circle" | Andreas Schuster | 2020     |
| 15      | 2          | "The Witch"        | Andreas Schuster | 2020     |

## Produção
O desenvolvimento da série foi brevemente mencionado em 15 de junho de 2016, no The New Yorker, afirmando que a Netflix estava planejando uma "série de animação de doze episódios, baseada nos primeiros quatro livros, para o início de 2018."

Em 21 de junho de 2016, Luke Pearson e Sam Arthur (co-fundador da Nobrow Press) anunciaram no blog oficial da Nobrow Press que a Silvergate Media também participaria da produção da série, com Pearson dizendo:
Estou obviamente muito animado para finalmente dizer que isso está acontecendo. Além de desenhar um novo livro, venho trabalhando nisso com Silvergate há algum tempo e posso confirmar que está em inacreditavelmente boas mãos. Uma quantidade excessiva de amor e atenção aos detalhes está sendo direcionada a isso e estou ansioso para compartilhar o resultado em alguns anos.

## Lançamento
Os dois primeiros episódios estrearam no Festival Internacional de Cinema Infantil de Nova York em 25 de fevereiro de 2018.

A primeira temporada foi lançada como um exclusivo Netflix, em 21 de setembro de 2018. A segunda temporada será lançada no outono de 2020.